# Rooney (banda)
Rooney é uma banda de indie rock de Los Angeles, formada em 1999.

## Histórico
Seu nome foi baseado no personagem do diretor do colégio "Ed Rooney" (que era o nome original da banda, depois reduzido) da comédia adolescente de 1986 Ferris Bueller's Day Off ("Curtindo a Vida Adoidado", no Brasil).
A formação inicial tinha Teddy Briggs na bateria e Matt Star na guitarra, que saíram por motivos pessoais, sendo substituídos por Ned Brower e Louie Stephens (teclados), que se juntaram a Robert Schwartzman (vocal / guitarra), Taylor Locke (guitarra / vocal) e Matthew Winter (baixo). Das apresentações iniciais e lançamentos de EPs sem grande repercussão, o grupo era conhecido graças à divulgação das músicas pela internet até que ganhou em 20 de maio de 2003, após terem assinado com a gravadora Geffen, lançaram seu primeiro CD.
A maior notoriedade veiro após terem aparecido num episódio de The O.C., então sucesso de audiência da Fox, no começo de 2004.

## Discografia

### Álbuns
- Rooney (2003)
- Calling the World (2007)
- Eureka (2010)
- Washed Away (2016)

### DVDs
- Spit & Sweat (2004)